# Nationaal park Ormtjernkampen
Het nationaal park Ormtjernkampen (Noors: Ormtjernkampen nasjonalpark) was een nationaal park in de toenmalige Noorse provincie Oppland dat bestond tussen 1968 en 2011. In 2011 is het opgegaan in het grotere Nationaal park Langsua.
Het was het kleinste nationale park van Noorwegen. Het was 9 km² groot en bestond voornamelijk uit ongerept sparrenbos.